# Кратчфилд, Степлтон
Степлтон Кратчфилд (Stapleton Crutchfield) (21 июня 1835 — 6 апреля 1865) — американский военный, выпускник Вирджинского Военного Института, который служил артиллеристом во время гражданской войны. С мая 1862 года был шефом артиллерии при генерале Томасе Джексоне. В ходе сражения при Чанселорсвилле он был ранен в ногу одновременно с Джексоном и смог вернуться в строй только в конце войны. Погиб в сражении при Сайлерс-Крик.

## Ранние годы
Степлтон Кратчфилд родился в 1835 году в округе Спотсильвейни в семье политика Оскара Майнора Кратчфилда и Сьюзан Гейтвуд. Его старший брат умер в возрасте 8 месяцев, младший брат Эгберт Мантлберт (1840—1896) впоследствии сражался в рядах рейнджеров Мосби, а другим братом был Оскар Майнор Младший (1843—1893). В 1851 году Степлтон поступил в Вирджинский военный институт, но уже через месяц был исключён за нарушения дисциплины. Он повторно поступил в 1852 году и на этот раз окончил институт первым по успеваемости 4 июля 1855 года. Одним из его учителей был Томас Джонатан Джексон. После выпуска Кратчфилд остался в институте, где стал преподавать математику и тактику. С 1858 года он имел степень профессора математики.

## Гражданская война
Когда в апреле 1861 года началась Гражданская война, Кратчфилд остался в Лексингтоне и около трёх месяцев временно исполнял обязанности суперинтенданта Военной Академии. В частности, он организовывал переправку в Ричмонд 10 000 мушкетов из арсенала академии. Он также занимался тренировкой рекрутов, набранных в том регионе. 1 мая 1861 года он официально вступил в армию Конфедерации, получив звание майора. 7 июля 1861 года он был определён в 9-й Вирджинский пехотный полк. 1 октября он был переведён в 58-й Вирджинский пехотный полк, но из-за болезни не смог участвовать в осенних кампаниях. В начале 1862 года он был избран подполковником 58-го, но во время реорганизации полка 1 мая он потерял это место. Через два дня он был избран полковником 16-го Вирджинского пехотного полка, но отказался по причине плохого здоровья.
В это время его прежний учитель Томас Джексон командовал армией в долине Шенандоа. Он уволил своего шефа артиллерии за пьянство и 17 мая предложил Степлтону занять его место. У Кратчфилда не было боевого опыта, но Джексон хорошо знал его по Институту, был уверен в его способностях и ценил его моральные принципы. Было известно, что после смерти матери Кратчфилд никогда не употреблял алкоголь.
Примерно за неделю до назначения Кратчфилд уже временно командовал артиллерией Джексона во время сражения при Макдауэлл. Но в том сражении артиллерия не была задействована и Кратчфилд ничем не проявил себя. Однако это помогло ему освоиться на новом посту. В самый день назначения армия Джексона шла на соединение с дивизией генерала Юэлла. В этот момент артиллерия армии насчитывала 27 орудий и 369 человек. 21 мая дивизии Джексона и Юэлла соединились в Армию Долины, и теперь под началом Кратчфилда оказались 47 орудий и ещё несколько сотен человек.

### Сражение при Фронт-Рояле
23 мая 1862 года армия Джексона атаковала город Фронт-Рояль, который занимал федеральный 1-й Мэрилендский полк. Северяне отступили за город на высоту Ричардс-Хилл и установили на высоте два нарезных 10-фунтовых орудий Паррота. Кратчфилд вызвал артиллерию на высоту Причардс-Хилл, но первой подошла батарея гладкоствольных орудий, непригодных для дуэли с Парротами. Следом подошла батарея Куртни, но только одно орудие оказалось нарезным. Кратчфилд велел ему начать перестрелку, но она не дала большого эффекта. Когда Кратчфилд нашёл ещё два орудия, федеральный полк уже отступил за реку. После сражения Кратчфилд признавал, что артиллерия работала неэффективно. Он написал в рапорте, что артиллерия дивизии Юэлла была подчинена ему всего днём «или около того» ранее, и он не успел выявить состава её батарей. Историк Эйселбергер писал, что Кратчфилд даже не сделал попытки разобраться с орудиями дивизии, хотя их было всего 22, и у него было как минимум целое утро для этого.
По мнению историка Эглстона, Кратчфилд ещё зимой имел дело с одной из батарей дивизии Юэлла и должен быть знаком с её составом. Всё, что ему требовалось — это поставить батарею Ласка (с её двумя нарезными орудиями) в авангарде. Хотя в любом случае, всего тремя нарезными орудиями он мог и не справиться с федеральными Парротами.